# Mr. Hiccup
Mr. Hiccup è una serie animata per bambini realizzata in Italia e scritta dal regista Guido Manuli e disegnata da Bruno Bozzetto. Il cartone animato descrive le vicende di Mr. Hiccup, un piccolo ometto con una vita normale, un lavoro normale e una casa normale ma con un cronico singhiozzo che lo fa sobbalzare inaspettatamente, generando così situazioni comiche.
In tutti gli episodi Mr. Hiccup prova a far passare il singhiozzo in modo fallimentare.

## In altre lingue
- Mr. Hiccup (italiano/inglese)
- מר שיהוק (Mar Shihuk)(ebraico)
- Herr Hikke (norvegese)
- Kolca mož (sloveno)
- آقای سکسکه (iraniano)
- Štucavko (bosniaco)
- Mr. Hipo (spagnolo)
- 딸꾹질 아저씨 (coreano)